# Relaciones España-República Árabe Saharaui Democrática
Las relaciones España-Sahara Occidental son las relaciones bilaterales que existen entre el Reino de España y la República Árabe Saharaui Democrática (RASD), a la que España no reconoce.

## Historia
El Frente Polisario fue fundado en 1973 en Zuérate (Mauritania). Desde esta época y hasta la salida de los españoles del Sahara español, el Polisario fue el responsable de acciones terroristas contra los propios españoles y saharauis, con objetivos civiles, militares, económicos (Fos Bucraa) y políticos, como contra las patrullas de Mahbes y Esmara, Tifariti, Ahmed Uld Brahim, o Antonio Martín. 
En octubre de 1975 mostró su rechazo a las ejecuciones de miembros del grupo terrorista FRAP (en unión de organizaciones internacionales, como la OTAN o la ONU y estados occidentales) ante las ejecuciones de septiembre de ese año.
El Sahara español fue invadido por Marruecos el 6 de noviembre de 1975. Tras el Acuerdo Tripartito de Madrid, España interrumpió el proceso de descolonización del Sahara y abandonó el territorio pero sin traspasar su soberanía sobre el mismo ni su condición de potencia administradora. Desde entonces el Sahara Occidental está ocupado por Marruecos, que lo denomina provincias meridionales, y la RASD lo disputa.

La RASD no está reconocida por España, ni por la ONU, la Liga Árabe o por ningún país europeo ni ningún miembro permanente del Consejo de Seguridad de Naciones Unidas. 

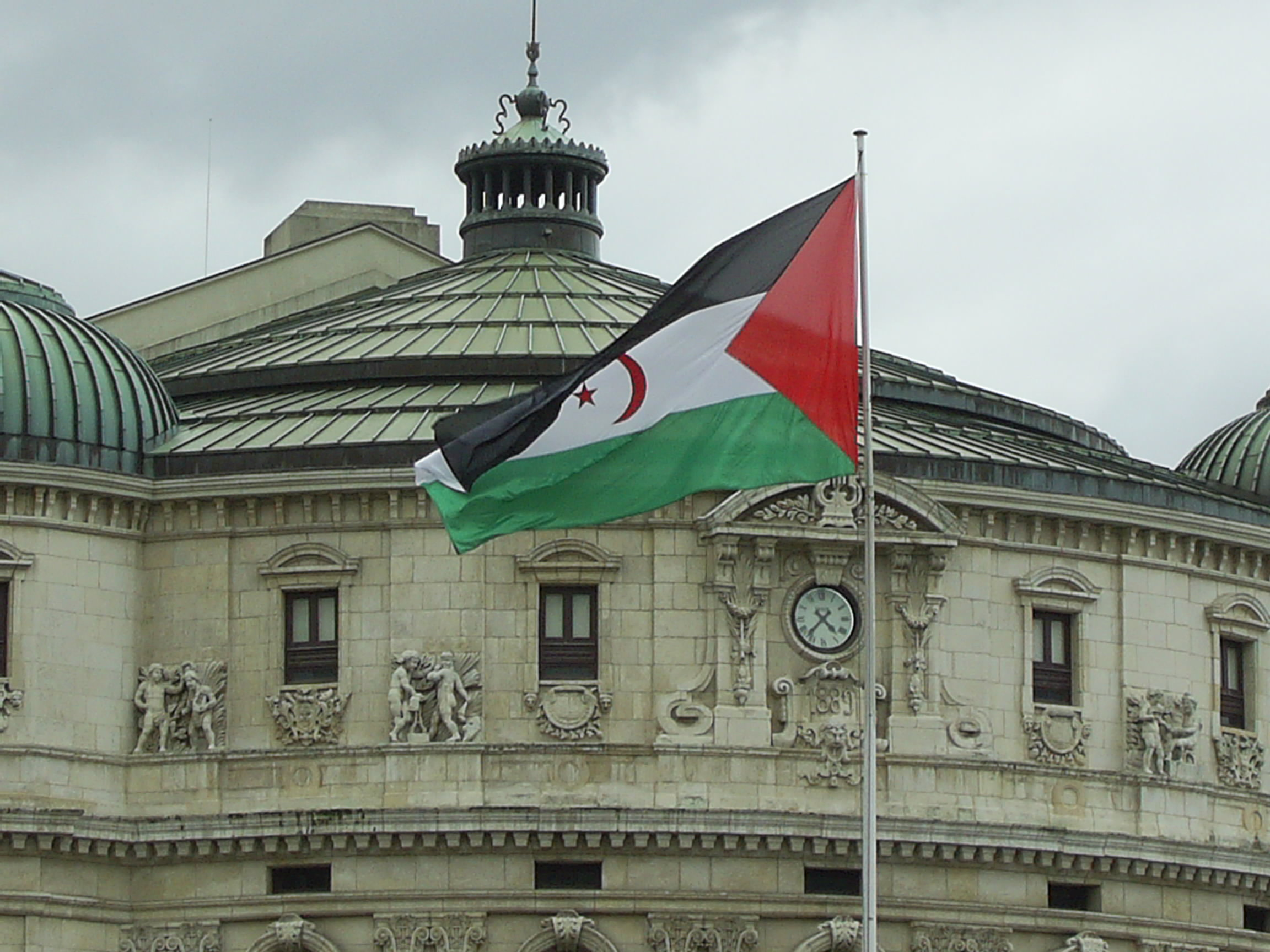
Bandera saharaui en la ciudad de Bilbao.

De 1977 a 1987 los pesqueros del banco canario-sahariano fueron objeto de ataque por el Frente Polisario. Dentro de las víctimas españolas de estos ataques se encontraron los barcos Mencey de Abona o Cruz del Mar.

No garantizamos la vida de los que transiten por el Sahara o por sus aguas tradicionales
Hach Ahmed, rueda de prensa en Las Palmas el 14 de abril de 1977

En 1985 tras el ataque a la patrulla de la Armada Española Tagomago, el ministro de Exteriores Francisco Fernández Ordóñez expulsó de España a todos los miembros del Frente Polisario.
Dentro de las acciones diplomáticas emprendidas por la RASD para su reconocimiento internacional, la RASD realizado numerosos esfuerzos para que España se convierta en parte del conflicto del Sahara Occidental que enfrenta a la RASD y a Marruecos, sin resultado. Los llamados hermanamientos de poblaciones españolas con las poblaciones y barrios de Campos de Refugiados Tinduf y el acogimiento en España de niños saharauis de Campos de Refugiados son un ejemplo de esta actividad, que involucra a ONG adheridas a la causa del Frente Polisario.Además, realiza acciones para que personajes públicos españoles reconozcan las reclamaciones del Frente Polisario, posicionándose como activistas prosaharauis y proderechos humanos.
En abril de 2021 el traslado a España desde Argelia del líder de Frente Polisario Brahim Ghali para tratamiento por Covid-19 Pandemia de COVID-19 en Argelia durante el gobierno de coalición PSOE-Podemos desató una crisis sin precedentes entre España y Marruecos.
El 14 de marzo de 2022, Pedro Sánchez envió al rey de Marruecos, Mohamed VI, una carta política. En esta carta el presidente del gobierno español señala la solución de autonomía presentada por Marruecos en 2007 para el Sahara, bajo soberanía marroquí, como "la base más sería, creíble y realista para la resolución de este diferendo".

## Nacionalidad
Con la salida de España del Sahara español los saharauis tuvieron la opción de la nacionalidad española de acuerdo al RD 2258/1976 de 10 de agosto de 1976. Quienes no se acogieron a éste perdieron el derecho a la nacionalidad, y se ven obligados a solicitarla individualmente, habiendo distintas resoluciones reconociendo o no la nacionalidad como españoles de origen.
Por otra parte, los residentes en Sahara Occidental recibieron la nacionalidad marroquí. Los residentes de Campos de Refugiados no tienen nacionalidad argelina, ya que Argelia les considera nacionales de la RASD que, a su vez, goza de un limitado reconocimiento internacional, y España les considera apátridas.